# Little Hat Jones
George „Little Hat“ Jones (* 5. Oktober 1899 im Bowie County, Texas, USA; † 7. März 1981 in Naples, Texas, USA) war ein US-amerikanischer Bluesmusiker.

## Biografie
George Jones, Enkel eines ehemaligen Sklaven, wurde am 5. Oktober 1899 im Bowie County (Texas) als einziges Kind von Felix Jones und seiner Frau geboren. Mit dreizehn Jahren verließ er die Schule, um auf der Farm zu helfen, nachdem sein Vater erkrankt war. In dieser Zeit kaufte ihm seine Mutter seine erste Gitarre. Zwischen 1916 und 1929 arbeitete er vermutlich als Hilfsarbeiter. Seinen Spitznamen erhielt er bei einem Baujob in Garland (Texas). Weil Jones zur Arbeit mit einem Hut kam, von dem die halbe Krempe abgeschnitten war, nannte ihn sein Chef „Little Hat“ Jones und stellte sogar seine Gehaltsschecks so aus.
In den 1920er Jahren arbeitete Jones als Straßenmusikant in San Antonio (Texas). Dort nahm er am 15. Juni 1929 zwei Titel auf, New Two Sixteen Blues und Two String Blues, die bei Okeh Records als Single veröffentlicht wurden. Am selben Tag begleite er im Okeh-Studio als Gitarrist auf neun Stücken Alger „Texas“ Alexander. Am 21. Juni 1929 nahm Jones vier weitere Songs für Okeh auf, und am 14. Juni 1930 kamen vier weitere hinzu.
Nach den Okeh-Sessions sind keine weiteren veröffentlichten Aufnahmen von Jones bekannt. Er trat in Texas, aber auch in New Orleans und einmal sogar in Mexiko auf, oft in Begleitung anderer Musiker, darunter T. Texas Tyler, Jimmie Rodgers, Thomas Shaw und J. T. Smith. 1937 ließ er sich in Naples (Texas) nieder, wo er mit seiner zweiten Frau den Rest seines Lebens verbrachte und gleichzeitig verschiedenen Berufen nachging. Er starb 1981 im Alter von 81 Jahren.
1964 wurde Little Hat Jones von Morris Craig und Tommy Young in Naples interviewt. Neben dem Gespräch wurden auch neun von Jones vorgetragene Musikstücke auf Tonband aufgenommen; das Band befindet sich in der Sammlung der Country Music Foundation in Nashville (Tennessee). Ab den späten 1960er Jahren erschienen Jones’ Aufnahmen für Okeh, auch diejenigen mit Texas Alexander, auf verschiedenen Kompilationen. 2001 wurde sein Bye Bye Baby Blues im Film Ghost World (2001) verwendet.